# Mitsutake Makita
Mitsutake Makita (jap. 牧田光武 Makita Mitsutake; ur. 1908 w Aleksandrowsku, Sachalin) – japoński skoczek narciarski.
W 1929 i 1931 został mistrzem kraju. W 1929 uzyskał wynik 26 i 28 m, a w 1931 dwukrotnie skoczył 36,5 m.
W 1932 wystartował na igrzyskach olimpijskich, na których zajął 28. miejsce na skoczni normalnej z notą 134,2 pkt. Po pierwszej serii był 17. po skoku na 59 m (nota 97,2 pkt). W drugiej serii Japończyk skoczył pół metra dalej niż w pierwszej serii, lecz upadł (nota 37 pkt; 29. wynik serii).